# Coluber manseri
Coluber manseri este o specie de șerpi din genul Coluber, familia Colubridae, descrisă de Leviton 1986.
Este endemică în Saudi Arabia. Conform Catalogue of Life specia Coluber manseri nu are subspecii cunoscute.